# China Unicom
China United Network Communications Group Co., Ltd. (kinesisk: 中国联合网络通信集团有限公司) eller China Unicom (kinesisk: 中国联通)(SSE: 600050, HKEX: 0762, NYSE: CHU), er en statsejet kinesisk telekommunikations-koncern i Kina. Med 276 mio. abonnenter (2013) er den verdens fjerdestørste mobiltelefoni-operatør. China Unicom fik 7. januar 2009 licens til 3G-netværk.

## Historie
China Unicom blev etableret 19. juli 1994, som en statsejet virksomhed, af Ministry of Information Industry og godkendt af Folkerepublikken Kinas statsråd.
Koncernen startede som en trådløs paging og GSMmobiltelefoni-operatør, og har udviklet sig til at tilbyde en bred række services, inklusive nationalt GSM-netværk, lang-distance, lokale opkald, datakommunikation, Internet-services og IP-telefoni i Kina. Desuden har koncernen siden 18. oktober 2006 drevet et CDMAnetværk i Macau. Ved udgangen af april 2008 havde virksomheden 125 millioner GSM-abonnenter og 43 millioner CDMA-abonnenter. Siden november 2008 har CDMA-operationerne været flyttet til China Telecom og UMTS-netværket begyndte i betydelige kinesiske byer 17. maj 2009.
Juli 2009 underskrev China Unicom en 700 mio. US $ aftale med Ericsson om opgradering af virksomhedens GSM-netværk.
I april 2012 var China Unicom en af stifterne i etableringen af Cloud Computing Industry Alliance i Beijing. Andre medlemmer i alliancen inkluderer Baidu, Tencent og Alibaba. Arkiveret 18. januar 2013 hos  hos Archive.is 

## Fusion med China Netcom
2. juni 2008 bekendtgjorde China Unicom intentioner om at sælge CDMA-forretningen og aktiver til China Telecom for til sammen 110 mia. RMB  og samtidig at fusionere den resterende del af virksomheden med China Netcom. CDMA-forretningen blev officielt flyttet til China Telecom i november 2008.
I februar 2000 blev China Unicom registreret som selskab i Hongkong og blev børsnoteret på Hong Kong Stock Exchange 22. juni 2000. De lejer sig ind på 3s netværk. Det er eneste udbyder som tilbyder indlandstelefonnumre på begge sider af grænsen, lidt dyrere end lokalopkald, men billigere end roaming med en anden udbyder.

## Fælles investering med Telefonica
I januar 2011 styrkede China Unicom og Telefonica deres strategiske alliance med en ny fælles investering. Virksomhederne styrkede samarbejdet indenfor områder som indkøb, mobile service platforme, service til MNC's wholesale carriers, roaming, teknologi og andre områder indenfor deres strategiske alliance.

## Aktieposter
China Unicom (BVI) Limited besidder 40,92 % virksomheden og China Netcom Group (BVI) Limited besidder 29,49 %,
I 2009 indgik China UniCom en aftale med Telefonica om gensidigt aktieopkøb hos hinanden for 1 mia $. I januar 2011 blev der indgået endnu en aftale for 500 mio. $. Telefonica havde i begyndelsen af 2012 9,7 % af aktierne i China UniCom, mens China Unicom ejede 1,4 % Telefonica.
De resterende aktier handles på børserne i Shanghai, Hongkong og New York. Begge majoritets-aktieholdere er statskontrollerede virksomheder.
In juli 2012 tilbagekøbte China Unicom Ltd. en aktieandel på 4,6 % fra Telefonica. Telefonica ejer stadig 5 % af China Unicom Ltd.